# Coccoideaceae
Coccoideaceae is een familie van schimmels uit de orde Dothideomycetes. De plaatsing van deze familie is echter onzeker. De geslachten Coccoidea P. Henn 1900 en Coccoidella Höhn. worden tot deze familie gerekend.